# 葛珮帆
葛珮帆，SBS，JP（1966年12月23日—），原名葛依莉，香港政客，民主建港協進聯盟成員，素食主義者，現任香港立法會議員（選舉委員會）。

## 背景
葛珮帆有兩名胞妹，早年於銅鑼灣百德新街生活。其父母於她7歲時離婚，母親以經營美容院養家。由於家庭出現變化，所以葛珮帆在玫瑰崗學校小學部完成小三年級後轉讀聖保祿女校小學部，並在該校完成小四至小六課程。小學畢業後，她獲派到灣仔聖瑪加利書院。讀至中三時轉讀昔日位於灣仔、仍然為私立中學的聖公會聖馬利亞堂莫慶堯中學的中四及中五年級。及後於新法書院完成中六年級預科課程，便在1986年考入香港演藝學院修讀了兩年現代舞舞蹈文憑。其舞蹈基礎來自小時候跟隨王仁曼學習芭蕾舞得來。但因為母親移民美國而自己則留在香港生活。同時父親已另組家庭。所以為解決經濟問題及不想成為父母的負擔，她在1988年轉讀香港大學專業進修學院市場學及管理學課程。
葛珮帆聲稱分別在1994年、1995年及1996年修讀夏威夷格林威治大學工商管理學士、工商管理碩士以及哲學博士（管理）課程，受到各方質疑為“買學歷”，而該校為校長住址的野雞大學。
葛珮帆在1990年代前後處於半工讀階段。她先在20歲當上機油推銷員，再在22歲當上地產經紀。其後轉任地產發展商旗下宣傳部的市場推廣員。直至1998年年初，她自覺資訊科技會是將來的發展趨勢，轉投資訊科技界。葛珮帆的業餘進修還包括在1998考取潛水教練牌和醫學急救員導師牌以及自2001年起修讀西雪梨大學的遙距教育課程唸應用財務碩士課程。而她曾在2000年獲得澳洲 Ocean & Environment 的專業海底攝影師獎。
她是互聯網專業協會（Internet Professional Association，簡稱iProA）創辦人及前任會長，曾出任亞洲物流科技有限公司銷售及市務總經理。後歷任思博策略投資創辦人及行政總裁、香港專業及資深行政人員協會理事、節能及關注聯盟創會會長、愛．家基金會創會會長及香港智慧城市聯盟創辦人及聯合主席。曾任聯合國世界訊息峰會主席，現為評審委員會委員。
葛珮帆先後於2001年榮獲「香港十大傑出青年」、「十大傑出數碼青年」、2002年獲「十大成功女性」及於2006年得到「中國百名傑出女企業家」的殊榮。
葛珮帆於2012年香港立法會選舉新界東選區以民建聯成員首位身份出選，最後以46,139票成功當選。
在2015年香港區議會選舉沙田頌安選區，她以130票之差，敗給工黨的葉榮。
在2016年香港立法會選舉新界東選區，以58,825票高票成功連任，並成為該選區最高得票的候選人。
2019年10月3日，擔任由建制派議員、港區全國人大代表及退休紀律部隊人士組成的《禁蒙面法推動組》召集人。

## 爭議

### 虛假學歷
葛珮帆報稱擁有以下學歷：
- Greenwich University, Hawaii 哲學博士（管理）
- Greenwich University, Hawaii 工商管理碩士
- Greenwich University, Hawaii 工商管理學士
- 香港大學社會科學碩士（婚姻及家庭治療）

香港獨立股評人大衛·韋伯在其網站表示，他們向葛珮帆查詢其學歷詳情，獲其助手回覆，指葛就讀Greenwich University, Hawaii（直譯為「夏威夷格林威治大學」），分別於1993年、1994年取得工商管理學士及碩士、1996年取得管理哲學博士。但韋伯指Greenwich University, Hawaii與英國名校格林威治大學（University of Greenwich）毫無關係。韋伯亦曾向葛查閱其博士論文題目其索閱其覆本，惟未獲回應。
葛珮帆競選時曾被人民力量的袁彌明質疑是在野雞大學「買學位」，葛當時就聲稱「用9年時間好辛苦讀返嚟，係捱返嚟嘅」（「用9年時間很辛苦讀來」）。但韋伯發現，該校於1990年2月才在夏威夷州成立，從未獲美國教育部門認可，報稱校址同時用於「United Pacific Corporation」註冊地址，而兩間公司均已解散。這所大學於1998年搬到只有2,302人居住的澳洲海外領地諾福克島。由於該島不受制於澳洲教育條例，所以該校學歷同樣不獲澳洲承認，並被澳洲悉尼晨鋒報稱為文憑工廠（Diploma Mill ），2002年該校關閉。其校長Douglass Capogrossi同年在夏威夷州開設另一教育機構Akamai University，同樣未獲美國政府認可。
2016年立法會選舉後，有媒體發現在立法會網頁上完全沒有列出葛珮帆的學歷。當葛珮帆在其後的資訊科技及廣播事務委員會會議上被問及學歷問題時，她重申：「如果我學歷有問題，今日一定唔可以坐喺度做議員（如果我的學歷有問題，今天一定不能在這裏當議員）」。
有關的聲明爭議造成社會回響，甚至被其他建制派人士提及。2016至2020年香港第六屆香港立法會時，香港特區政府立法會網頁已沒有提供相關的「學歷及專業資格」履歷，疑並無申報。

### 潛水期間涉嫌違反指引亂摸海洋生物
於2013年6月，本身有潛水教練牌照的葛珮帆，為響應6月8日世界海洋日，在6月6日潛入海洋公園大魚缸，分別與五種瀕危動物蘇眉、槌頭鯊、豹紋鯊、角鵬及藍鰭吞拿魚拍照，還作抱抱姿勢親親各種瀕危動物，並將觸摸甚至「抱抱」海洋生物的相片上載到面書。根據潛水的指引，列明潛水者不應「觸摸，抱握，餵飼或騎上水生中生物」，葛珮帆這種宣傳「保護瀕危生物」的行為實在自相矛盾。

### 涉嫌性別歧視
2014年7月上旬，葛珮帆在立法會開會期間，突然質疑長毛梁國雄穿短褲不莊重，違反《議事規則》，要求主席曾鈺成裁決。梁國雄最初不肯就範，他指短褲是香港人夏天最多人穿着的服飾，竟然被認定不莊重，完全不能理解。他又指，秘書處女職員和女議員開會都可以穿着露膝的時裝，「我身為男議員都應該可以」，還反諷葛珮帆搞妥自己的學歷問題，才去管他。
梁國雄最後被迫換上長褲才能繼續發言。梁亦指會就此事件提出司法覆核。

### 聲稱佔中令訪港旅客減少
2014年10月23日，葛珮帆在立法會會議內，和應早前姚思榮所指旅遊界受佔中影響，並要求政府公佈有關佔中期間訪港旅客數字。政府當天回覆，9月29日至10月16日，共18日，旅客數字按年升11.4%至約300萬人次，中國旅客升15.6%至238.5萬人次，當中內地團增逾三成至近30萬人次，個人遊增逾一成至152.6萬人次，探親、商務等旅客增23.6%至56.6萬人次。有報章指葛珮帆此舉「捉蟲」（意即幫倒忙、自找麻煩）。

### 稱有警員超過十成皮膚受到燒傷
2019年10月3日，由建制派議員、港區全國人大代表及退休紀律部隊人士籌組的《禁蒙面法推動組》舉行成立記者會，作為召集人的民建聯立法會議員葛珮帆發言時表示，指有示威者用鏹水射警員，造成「有警員超過十成皮膚受到燒傷」。

### 要求將通報香港示威情況之HKmap.live手機應用程式下架
於香港逃犯條例爭議期間，因應有無辜市民因警方使用過份武力而受傷，有人推出實時通報示威情況及警察位置的手機應用程式HKmap.live並於Apple App Store上架，但應用程式與兩日後就被下架。葛珮帆認為HKmap.live危害執法人員和居民，Android應也禁止這個 智能手機應用程式。

### 涉嫌干預香港中文大學通識課程學術自主
於香港中文大學2019－2020年度下學期通識課程《中國文化要義》的考試題目中，有題目不具名引用美心集團創辦人長女伍淑清及元朗襲擊事件當晚八鄉分區指揮官李漢民的言論，但並未考生評價二人的言論孰是孰非，或須輔以現實事例佐證，只要求考生藉此剖析莊子的「逍遙」思想或韓非的「法治」思想。另外該試卷要求考生以孟子思想分析無綫電視劇大帥哥「誰大誰惡誰正確」一句，及中國領導人習近平於2019年外訪意大利時「我將無我，不負人民」的言論。不過，葛珮帆其後指控，該卷擬題不恰當，教育局「縱容」教師，又要求局方懲處該名中大導師。
其後，教育界立法會議員葉建源看過試卷，反指考題只是以有關人士的言論作為切入點，並非要求考生分析時事，而是評核考生對中國傳統思想的了解，認為屬哲學層面的思考。葉又批評葛去信教局施壓的做法影響院校學術自主。他指，通識科或社會科學必然涉及時政議題，關鍵是有關討論須顯示學術深度，以及不能偏聽其中一方觀點；要求老師及學生迴避政治議題，是不切實際。

### 寃枉鏗鏘集只賣版權予蘋果日報但被反駁
2020年5月11日，立法會資訊科技及廣播事務委員會召開會議，討論香港電台的管治時，葛就其長籌電視節目鏗鏘集，為何可以在蘋果日報的網上平台播放的問題質問廣播處長梁家榮，但是被梁以蘋果一方已購入節目版權作反駁。葛之後沒有放棄及繼續狂追猛打，續問梁為何只出售節目版權予蘋果一方，亦被梁回應指有關版權出售方面是跟足程序，同時他亦表示歡迎任何人向港台購入節目版權。

### 疫情醫療資源緊張下促亞博館拆自由神像照
2020年8月2日，葛珮帆在新冠肺炎疫情下醫療資源緊張，亞洲博覽館暫時用作臨時醫療中心時發帖文指，不滿亞博館臨時醫療中心內掛美國自由神像相片，指自己已向政府及醫管局查詢，獲回覆指亞博館場地原是國際展覧和演唱會場地，有關相片是亞博館原本的裝飾。該貼文吸引大批網民留言，以批評較多，不少人質疑「連一張圖像都容不下」，又指該處是緊急醫療中心，不應計較這些小事。有網民反建議，應在亞博館內貼滿區旗國旗，以示歡迎內地醫療團隊到場支援，亦有人嘲諷諷問葛珮帆何時要求美式連鎖快餐店撤出香港。

### 引匿名告密信指高院法官「告誡」藍絲裁判官
2020年9月2日，葛珮帆和黨友周浩鼎拍片引述一封匿名信指，終審法院首席法官馬道立7月3日召集全港裁判官出席一個法律簡介會，又聲稱高等法院法官黃崇厚席間批評「藍絲」法官，要其小心言行。司法機構其後發聲明否定。

### 呼籲渣打馬拉松大會禁止穿「香港加油」的選手參賽
2021年渣打馬拉松，渣馬籌委會主席高威林早前表示，大會將檢查選手服裝，但指服裝印上「香港加油」沒問題。惟葛珮帆在《星島日報》表示，有人打算以該口號代替「光時」、有組織性地刻意在體育項目宣揚推動「港獨」，等同抹殺賽事的原有意義，強調該口號已被法庭裁定違反《香港國安法》，而可翻轉閱讀的藝術字體「香港加油」，她聲稱也有「港獨」成份，認為大會應禁止穿「香港加油」的選手參賽。隨後當日有多名參與香港馬拉松的跑手，因穿著寫有「香港加油」的衣物，被要求更換才可繼續參賽。

### 輕視疫情出席聚會被送到竹篙灣檢疫中心隔離
2022年1月3日，因為冠狀病毒肺炎的新一波疫情在香港急速升溫，衛生署要求市民立即停止及取消所有人群聚集的宴會及社交活動，但香港特區政府多名主要官員及議員卻於同一天集體出席中國全國人大香港代表洪為民一個不跟足政府防疫指引（賓客進食以外時間除口罩、除口罩離檯交際唱歌和多人涉嫌沒掃安心出行入餐廳等等）的大型生日派對，超過170人在灣仔灣景中心的一家西班牙餐廳聚集，其後有人確診染疫，而被送到竹篙灣檢疫中心隔離21天，後因有涉事者為假陽性而被提早釋放。多名人士涉「知法犯法」令特首林鄭月娥表示非常失望！

## 專業資格及獎項
- PADI 潛水教練
- 2001年香港十大傑出青年
- 銅紫荊星章（2017年）
- 銀紫荊星章（2023年）

## 外部連結
- 葛珮帆的Facebook專頁

| 議會席位      | 議會席位                         | 議會席位    |
| ------------- | -------------------------------- | ----------- |
| 前任： 方鎮邦 | 沙田區議會頌安選區 2008年—2015年 | 繼任： 葉榮 |